# Daichi Hara
Daichi Hara (原 大智?, Hara Daichi; Tokyo, 4 marzo 1997) è uno sciatore freestyle giapponese, specialista nelle gobbe.

## Biografia
Ha preso parte ai Giochi olimpici del 2018 nel Pyeongchang 2018 riuscendo a vincere la medaglia di bronzo.

## Palmarès

### Olimpiadi
- 1 medaglia:
  - 1 bronzo (gobbe a Pyeongchang 2018)

### Mondiali
- 2 medaglie:
  - 2 bronzi (gobbe e gobbe in parallelo a Park City 2019)

### Coppa del Mondo
- Miglior piazzamento in Coppa del Mondo di freestyle: 22º nel 2019
- Miglior piazzamento in Coppa del Mondo di gobbe: 6º nel 2019
- 2 podi:
  - 1 secondo posto
  - 1 terzo posto

### Universiadi
- 1 medaglia:
  - 1 argento (gobbe a Krasnojarsk 2019)